# Balleroy
Balleroy je francouzská obec v departementu Calvados v Normandii.

## Geografie
Vesnice stojí na okraji Ceriského lesa, třináct kilometrů od Bayeux a dvacet kilometrů od Saint-Lô, v údolí řeky Drôme.
Sousední obce: Le Tronquay, Cormolain, Vaubadon, Castillon, Planquery, La Bazoque, Foulognes, Sainte Honorine de Ducy.

## Vývoj počtu obyvatel
Počet obyvatel

## Památky
- Château de Balleroy postavený v 17. století Mansartem; zahrady ve francouzském stylu jsou dílem Le Nôtra na objednávku Jeana de Choisy, rádce Ludvíka XIII. Majetkem rodu Balleroy byl až do roku 1970. Vesnice byla postavena v okolí zámku. Stavbu roku 1970 koupil americký miliardář Malcolm Forbes.

## Partnerská města
- Fo, Burkina Faso
- Kyjev, Ukrajina
- Ribe, Dánsko
- Shebbear, Spojené království
- Tirana, Albánie
- Vilnius, Litva